# Artur Janiec
Artur Janiec (ur. 12 marca 1974 w Przemyślu) – pochodzący z Leszczawy Dolnej, polski duchowny rzymskokatolicki, założyciel, koordynator i duszpasterz osób niepełnosprawnych.

## Życiorys
Syn Tadeusza i Elżbiety z d. Pacławskiej w Leszczawie Dolnej. Studiował w Wyższym Seminarium Duchownym w Przemyślu. 11 czerwca 2000 roku otrzymał święcenia kapłańskie, z rąk abp Józefa Michalika. W latach 2000–2005 był wikariuszem w parafii Przemienienia Pańskiego w Sanoku. 
W latach 2005–2009 był wikariuszem w parafii Łańcut-Fara, gdzie prowadził duszpasterstwo osób niepełnosprawnych. Od 2009 jest dyrektorem „Caritas” Archidiecezji Przemyskiej. 

## Nagrody i wyróżnienia
- Medal „Zasłużony dla Powiatu Łańcuckiego” (2008)[4][5]
- Medal „Zasłużony dla Przemyśla” (2015) – za działania na rzecz społeczności Przemyśla, zwłaszcza dzieci, osób starszych, ubogich i bezrobotnych i budowanie poprzez swoje dokonania pozytywnego wizerunku miasta[6]
- Złoty Krzyż Zasługi (2019) – za zasługi w działalności na rzecz osób potrzebujących pomocy oraz wsparcia[7]
- Krzyż Kawalerski Orderu Odrodzenia Polski (2023)[8]